# Liste der Kardinalskreierungen Johannes’ X.
Papst Johannes X. (914–928) kreierte in seinem vierzehnjährigen Pontifikat nur 4 Kardinäle.

## 914
- Leo, Kardinalbischof von Palestrina, † 928

## 928
- Gregor, Kardinalbischof von Sabina, † vor 948
- Sergius, Kardinaldiakon

## Unbekanntes Datum
- Leo, Kardinalpriester von S. Susanna, im Sommer 928 durch den Willen der Marozia zu Papst Leo VI. gewählt, † Dezember 928 oder Januar 929 (ermordet?)[2]